# 東尾修・理子のおうちにおいでよ
東尾修・理子のおうちにおいでよ（ひがしおおさむ・りこのおうちへおいでよ）は、東京・文化放送制作で、文化放送と大阪・ABCラジオ（朝日放送）で放送されていたラジオ番組。提供は穴吹工務店。

## パーソナリティ
- 東尾修（プロ野球解説者）
- 東尾理子（女子プロゴルファー）
- 鈴木光裕（文化放送アナウンサー）～2008年9月23日放送分（イレギュラーでの放送）
- 松島茂（文化放送アナウンサー※スポーツ部所属）QR:2008年10月5日放送分、ABC:2008年11月3日放送分 - 2009年3月

※番組開始当初は菅野詩朗アナウンサーが出演した。なお番組タイトルコールの「サーパスマンションPresents」の部分は菅野アナウンサーの声を使用していた。
さらに鈴木光裕アナウンサーが出演していた名残として2008年10月放送分からは提供クレジットの部分のみ鈴木アナウンサーの声が使用されていた。

## 放送期間
- 文化放送 2003年10月 - 2009年3月
- ABCラジオ 2004年4月 - 2009年3月
- FM815 時期不明

## 放送時間
- 文化放送 月曜18:45 - 19:00（4月 - 9月）・日曜17:40 - 18:00（10月 - 3月）
- ABCラジオ 月曜19:30 - 19:45（4月 - 9月）・月曜19:30 - 19:50（10月 - 3月）
- FM815 土曜14:50 - 15:00頃（こちらポケはち編集部に内包）

## 内容
- 東尾修によるプロ野球の週間寸評
- 「理子の声のダイヤリー」 東尾理子がプロゴルフツアーの試合出場の奮闘や体験談を語る。

ナイターシーズン中や日本シリーズで文化放送のみ休止になる場合は、ABCラジオでは裏送りで収録される場合がある（時には生放送の場合もある）。